# سنتسه
سنتسه (به بلغاری: Sentse) یک منطقهٔ مسکونی در بلغارستان است که در شهرستان مومچیلگراد واقع شده‌است.